# Chibchas
Os Chibchas ou muíscas são um povo americano fugitivo do planalto central da Colômbia, que falava antigamente a língua chibcha e que formavam as Confederações Muíscas. Seu território foi conquistado pelo Império Espanhol em 1537. 
Os muíscas dividiam-se em duas confederações principais: a Hunza da zona norte, cujo soberano era o zaque , e a Bacatá da zona sul, cujo soberano era o zipa. Ambas as confederações situavam-se nas terras altas dos atuais departamentos de Cundinamarca e Boyacá (Planalto Cundiboyacense) na região central da Colômbia.  
O território dos muíscas estendia-se por uma área de 46 972 quilômetros quadrados (uma região um pouco maior que a Suíça) desde o norte de Boyacá ao Páramo de Sumapaz e dos cumes da Cordilheira Oriental para o Vale do Magdalena, onde fazia fronteira com os territórios dos pijaos e dos panches.
Na época da invasão espanhola, a área tinha uma grande população. Segundo Carl Langabaek, quando chegaram os europeus, habitavam no seu território entre 4 e 8 milhões de pessoas muíscas. As línguas dos muíscas eram dialetos da língua chibcha, também chamados muysca e mosca, que pertencem à família lingüística chibchana.

## Economia
A economia era baseada na agricultura, metalurgia e manufatura. Cultivavam entre otros milho, batatas, quinoa, feijão, mandioquinha, abóboras, mashua, ulhucos pimentas, coca, frutas e algodão. Geralmente, cada família tinha chácaras em diferentes altitudes para fazer culturas próprias de diferentes climas. Criavam preás. Também caçavam, tanto mamíferos como veados, caititus e cutias, como diversas aves. Pescavam e tinham aquaculturas em canais. Tinham minas de sal e esmeralda. Eram excelentes ourives. Se destacava sua produção têxtil em milhares de fiações, teares e costureiros domésticos, e os mantos músicas serviam não só para autoconsumo e especialmente para ofertar às etnias vizinhas os mantos com desenhos coloridos e a sal, em troca por ouro dos panches e pijaos; cobre; esmeraldas dos muzos, e coca, tabaco e algodão dos teguas e sutagaos. Uma rede de caminhos e rotas fluviais unia o territorio chibcha com terras distantes e permitia que a sal e mantos músicas chegaram longe.
Segundo os restos óseos encontrados, os musical nunca tiveram problemas de desnutrição.

## Matrimônio
As linhagense a herança eram matrilineares. Os arqueólogos acharam evidencias uma estrita divisão de género no trabalho e em túmulos se nota o prestigio de algumas mulheres e o sistema de filiação por via da mãe. O incesto estava proibido. Segundo o cronista espanhol Lucas Fernández de Piedrahíta os homens pediam ao pai da mulher (ou a um substituto) a licença para casar-se com ela, ofertando uma quantidade de bens. Se por três vezes  não era aceito, desistia. Porém, se sua proposta era aceita, podia levar a noiva por alguns dias a sua casa, e caso se agradassem, se casavam e continuavam morando na casa do esposo. Segundo Ezequiel Uricoechea o noivo se sentavaa na noite na porta da casa da noiva e quando se abria a porta, saia a mulher com uma cuia cheia de chicha que provava primeiro e passava depois ao homem que a bebia. O casamento se celebrava ante o chyquy (sacerdote muisca), e os noivos deviam entrelaçar seus braços durante a cerimônia. A poligamia era comum. 

## Política e organização administrativa
```
   |-
       |
Erro:
:  
valor não especificado para "
nome_comum
"
```

O povo muísca estava organizado em duas confederações. A confederação sul, liderada pelo Zipa , teve sua capital em Bacatá (agora Bogotá). Este sistema político do sul incluiu a maioria da população muísca e tinha maior poder econômico.
Os muíscas estavam organizados em confederações, que era uma fraca união de estados que mantinham a sua soberania. A Confederação não era um reino, pois não havia monarca absoluto, nem era um império , porque não dominavam outros grupos étnicos ou povos. A Confederação Muísca não pode ser comparada com outras civilizações americanas, como os astecas ou Império Inca. A Confederação Muísca foi uma das maiores e mais bem organizadas confederações de tribos do continente sul-americano. A maioria das tribos faziam parte do grupo étnico muísca, partilhando a mesma língua e cultura, e relacionando-se através do comércio. Uniam-se para enfrentar um inimigo comum. O exército era da responsabilidade do zipa ou do zaque. O exército era composto pelos güeches, os antigos guerreiros tradicionais do povo muísca.
A confederação do norte era governado pelo zaque, e tinha sua capital em Hunza, hoje conhecida como Santiago de Tunja. Embora ambas as confederações tivessem relações políticas e afinidades comuns e pertencessem tribos da mesma nação, ainda havia rivalidades entre elas. Entre as confederações, havia quatro domínios: Bacatá, Hunza, Duitama, e Sogamoso. 
Cada uma das grandes divisiõess político-territoriais confederadas estava dividida em clãs, conhecidos como Zybyn, dirigidos cada um por um Zibyntyba; e além do mais, cada uma das aldeias o comunidades, denominadas Uta, era administrada por um líderes local ou cacique.
Os territórios principais eram:
- Territórios do Zipa:

1. Distrito Bacatá: Teusaquillo, Tenjo, Subachoque, Facatativá, Tabio, Cota, Chía, Usaquén, Engativa, Suba, Sopó, Usme e Zipacón;
2. Distrito Fusagasugá: Fusagasugá, Pasca e Tibacuy;
3. Distrito Zipaquirá: Nemocón, Susa, Lenguazaque, Ubaté, Simijaca e Chocontá;
4. Distrito Gachetá: Gachetá, Guatavita e Suesca.

- Territórios do Zaque: Sorata, Ramiriquí, Machetá, Tenza, Tibirito, Lenguazaque e Turmequé;
- Território do Tundama: Cerinza, Ocabitá, Onzaga, Ibacucu, Sativa, Tibana e outros;
- Território do Sugamuxi: Bosbanza, Toca, Sogamoso e outros;
- chefias Autónomas: Guaneta, Charalá, Chipata, Tinjacá, e outros.

A legislação muísca era de direito consuetudinário , ou seja, a aplicação das leis era determinada por costumes há muito estabelecidos a aprovação do Zipa ou Zaque. Este tipo de legislação era adequado para um sistema de confederação, e era bem-organizado. Os recursos naturais não podiam ser privatizados: bosques, lagos, planaltos, rios e outros recursos naturais eram bens comuns.
O rito no qual o cacique, o sumo sacerdote, cobria seu corpo com pó de ouro e mergulhava na lagoa de Guatavita deu origem ao mito de El Dorado, que atraiu os aventureiros espanhóis em busca de grandes tesouros.

## Muiscas contemporáneos
Os chibchas muiscas não tem desaparecido. Desde 1989 se tem dado um processo de defesa da identidade e de reorganização dos cabildos das comunidades muiscas de Suba, Bosa, Cota, Chía e Sesquilé. Estes cabildos se reuniram entre os dias 20 e 22 de setembro de 2002 em  Bosa, no "I Congresso Geral do Povo Muisca" e constituíram o Cabildo Maior do Povo Muisca, que se afiliou à Organização Nacional Indígena da Colômbia ONIC. Seus objetivos são a defesa do território atualmente ocupado e seus ecossistemas; e a recuperação lingüística e cultural. Também apoiam às comunidades muiscas de Soacha, Tocancipá, Ubaté, Tenho e Ráquira, para que defendam sua identidade.
No Censo Nacional de 2005, foram recenseados 14.051 indígenas muiscas, 5.713 de eles no Distrito de Bogotá, e nos 2.410 y 1.843 nos municípios de Cota e Chía, respetivamente.
O Cabildo Maior e os 5 cabildos das comunidades tem conseguido reconhecimento oficial e também a demarcação das terras indígenas de Fonquetá em Chía e do resguardo de Cota, segundo os acordos número 315 de 2013 do Incoder e 50 de 2018 da Agencia Nacional de Terras.
Além das comunidades que conservam sua identidade, o legado dos chibchas músicas também está presente hoje na região: na organización social, nas pautas alimentares, costumes, vocabulário e jeitos de ver o mundo, especialmente entre o campesinato mestiçoo.